# Блаттман, Вальтер
	Вальтер Блаттман (нем. Walter Blattmann; род. 10 июня 1920 года в Цюрихе, Швейцария — ум. 1 октября 1965 года в Цюрихе) — швейцарский шоссейный и циклокроссовый велогонщик, выступавший в 30-х годах XX века. Чемпион Швейцарии 1933 года в циклокроссе.

## Достижения
1933
1-й  Чемпионат Швейцарии в циклокроссе
1-й Чемпионат Цюриха
9-й Тур Швейцарии
1934
1-й Тур Северо-Западной Швейцарии
1-й Тур дю Лак Леман
3-й Чемпионат Швейцарии
1935
3-й Чемпионат Цюриха
9-й Вуэльта Испании
1936
4-й Тур Швейцарии
1937
3-й Тур Швейцарии
1938
2-й Чемпионат Цюриха
3-й Тур Северо-Западной Швейцарии

## Статистика выступлений

### Гранд-туры
| Гранд-тур       | 1933 | 1934 | 1935 |
| --------------- | ---- | ---- | ---- |
| Джиро д’Италия  | —    | —    | —    |
| Тур де Франс    | 30   | НФ   | —    |
| Вуэльта Испании | —    | —    | 9    |

| —  | Не участвовал  |
| НФ | Не финишировал |